# 229214 Magdasaina
229214 Magdasaina este o planetă minoră (asteroid) din centura de asteroizi. A fost descoperită pe 9 noiembrie 2004 la Observatorul Național Kitt Peak de Marc Buie⁠(d). 
Obiectul prezintă o orbită caracterizată de o semiaxă mare de 2,8417580444733 UAi, o excentricitate de 0,035239472025773, o înclinație de 0,98538971217243 ° în raport cu ecliptica.